# Subprefeitura de Sapopemba
A Subprefeitura de Sapopemba  é uma das 32 subprefeituras da cidade de São Paulo, sendo regida pela Lei nº 13.999 de 1º de agosto de 2002.
Reúne 51 bairros que somados correspondem a uma área de 13,5km² de extensão e uma população aproximadamente de 284.524 habitantes com uma densidade demográfica de 21.076 (hab/km²). Essa subprefeitura foi criada na gestão do então prefeito Fernando Haddad no ano de 2013 a partir do desmembramento de áreas sob administração da Subprefeitura da Vila Prudente e se tornando assim a caçula das 32 subprefeituras do município de São Paulo. Seu atual subprefeito é Christian Nielsen Faria Lombardi.

## Instalação da Subprefeitura
A instalação da Subprefeitura de Sapopemba encontra-se na Avenida de mesmo nome no Jardim Grimaldi, em um imóvel com cerca de 1,6 mil metros quadrados e com dois andares. Seguindo com o plano de metas de 2013-2016 do ex-prefeito Fernando Haddad, a praça de atendimento da prefeitura regional, comandada pela atual Chefe da Praça de Atendimento Lucia Helena de Faria, atende a maior quantidade de pessoas possível por dia, sendo esse número cerca de 500 pessoas.

## Equipe do Subprefeito
O subprefeito Benedito Gonçalves Pereira, conta com oito profissionais trabalhando em sua equipe na instalação da Subprefeitura de Sapopemba. São eles: Guilherme Kopke Brito, chefe de gabinete; Pedro Dias da Silva, coordenadoria de administração e finanças; Nelson Hamilton Garcia, coordenadoria de planejamento e desenvolvimento urbano; Osvaldo Shigueo Fuziama, coordenadoria de projetos e obras; Gelson Ferreira da Silva, assessoria da defesa civil; José Alberto Dantas, assessoria jurídica; Ana Beatriz Gregorato Martins Pereira, assessoria de imprensa e comunicação e, por fim, Luiz Fernando Ferreira Calçada, chefe da praça de atendimento.